# Südprovinz (Sri Lanka)
Koordinaten: 6° 2′ N, 80° 13′ O
Die Südprovinz (Southern Province) des südasiatischen Staates Sri Lanka ist ein kleines geographisches Gebiet, das die Distrikte Galle, Matara und Hambantota umfasst. 
Die Region ist wirtschaftlich weniger entwickelt als die Westprovinz. Haupteinnahmequellen sind der Tourismus, die Landwirtschaft und die Fischerei.
Einwohner mit höherer Bildung sind langsam in die Hauptstadt Colombo abgewandert, wodurch die industrielle Entwicklung behindert wurde.

## Sehenswürdigkeiten und Tourismus

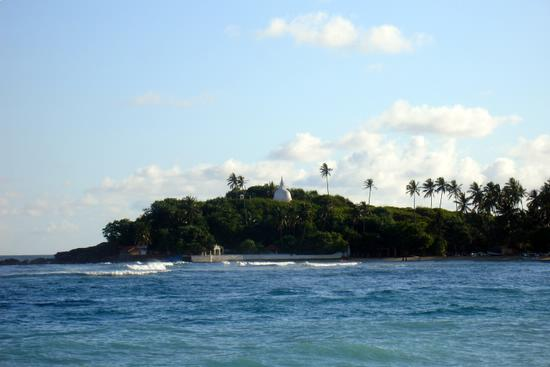
Stupa in Unawatuna

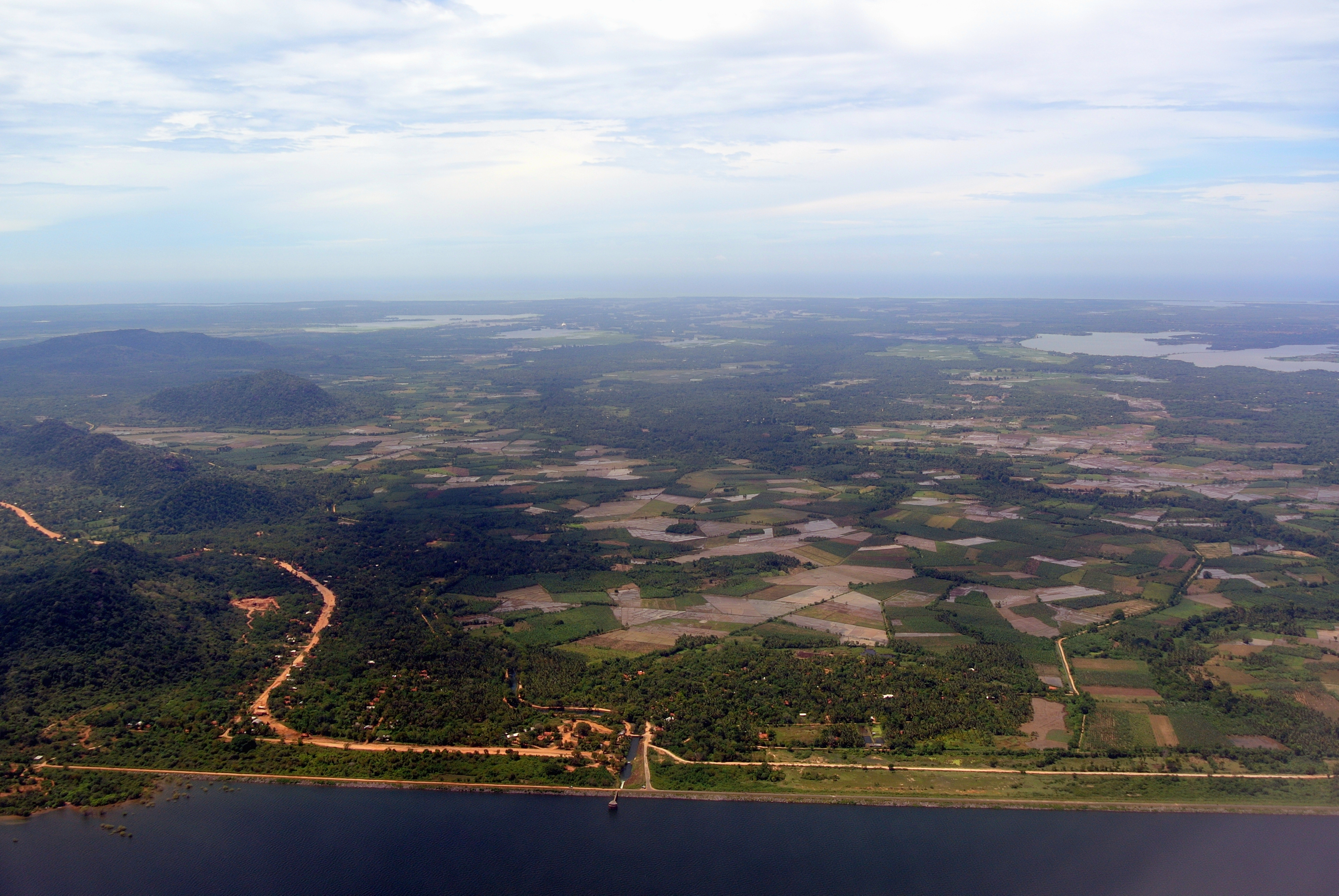
Luftbild von der Provinz im Distrikt von Hambantota

Wichtige Naturschönheiten sind der Yala- und der Udawalawe-Nationalpark. Zu den kulturellen Sehenswürdigkeiten zählen die heilige Stadt Kataragama und die alten Städte Tissamaharama, Kirinda und Galle, das mit seiner von den Niederländern errichteten Festung eines der beeindruckendsten Baudenkmäler der Kolonialzeit besitzt.
Weiter südlich befindet sich der kleine Fischerort Dickwella. Dickwella erholt sich langsam von den schweren Folgen des Tsunami vom Dezember 2004. Der Ort hat eine gesunde Infrastruktur, es gibt einige Hotels und schöne Gästehäuser. Von hier aus kann man einige Sehenswürdigkeiten, wie z. B. die höchste Buddhastatue Sri Lankas, sowie das berühmte Blasloch „Blow Hole“ besichtigen.
Das ca. 20 km nordwestlich von Galle gelegene Hikkaduwa hat eine besondere Bedeutung für den Tourismus: Es ist eine der Hauptanlaufstellen von Rucksacktouristen in Sri Lanka. Es gibt zwar einige Hotelanlagen für Pauschalreisende, aber die große Anzahl von Individualreisenden und Langzeittouristen sorgt für eine entsprechende Infrastruktur im Ort: Ein breites Angebot an Hotels und Gasthäusern, kleinen Supermärkten, Restaurants, Internetcafés, Tauchschulen, Reisebüros, Souvenirläden und Strandbars versorgt hier z. B. australische Surfer, skandinavische Aussteiger und deutsche Studenten.
Im Stadtgebiet von Dondra befindet sich der Dondra Head, der südlichste Punkt Sri Lankas.

## Kultur
Während der portugiesischen Kolonialzeit gab es zwei berühmte singhalesische Dichter namens Andare (* 1742) aus Dickwella und Gajaman Nona (die christlich erzogene „Lady Gajaman“, 1746–1815) aus Denipitiya. Sie verfassten Gedichte über einfache Menschen, was angesichts der jahrhundertelangen literarischen Dominanz des buddhistischen Klerus einen entscheidenden Schritt hin zu einer modernen Literatur des Landes bedeutete.
In der Provinz befinden sich auch die Heilige Stadt Kataragama und die altertümlichen Städte Tissamaharama, Kirinda sowie Galle.

## Natur

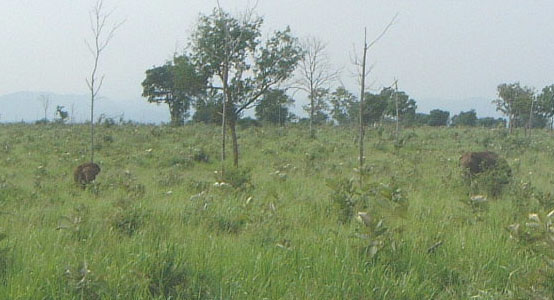
Udawalawe National Park

In der Provinz befinden sich die großen Nationalparks Yala und Udawalawe.